# НИПК Электрон
Научно-исследовательская производственная компания «Электрон» — российская компания, специализирующаяся на разработке и производстве высокотехнологичного медицинского диагностического оборудования, комплексных и IT-решений для здравоохранения.
Создатель первой советской эндоскопической видеокамеры (1988 г.), первых российских: передвижного рентгенохирургического аппарата (1993 г.), цифрового флюорографа для скрининга и диагностики (1998 г.), ангиографического комплекса (2009 г.), 16-срезового компьютерного томографа с русскоязычным интерфейсом (совместно с компанией Philips, 2010 г.), системы визуализации на основе CMOS технологий (2014 г.), комплекса изотопной диагностики (КИД) — ОФЭКТ-системы для ядерной медицины (совместно с компанией Inter Medical, 2014 г.), программного обеспечения для архива медицинской информации, изображений и телемедицинских данных, построенного на облачных технологиях и открытом ПО (2014 г.), линейки мобильных рентгенохирургических аппаратов (2015 г.), универсального полипозиционного рентгенодиагностического комплекса (2016 г.), аппарата для трехмерного рентгеновского исследования стоп стоя — конусно-лучевого томографа «АТРИСС» (2017 г.). Пионер в сфере визуализации эндоскопических изображений в России.
Полное наименование — АО «Научно-исследовательская производственная компания «Электрон». Главный офис и производство компании расположены в Санкт-Петербурге. В Москве работает представительство. Президент компании — М.Б. Элинсон, генеральный директор — А.М. Элинсон. Заместитель генерального директора по науке — А.И. Мазуров.

## Деятельность
Разработка и производство медицинского диагностического оборудования, комплексных решений для таких специализаций, как онкология, фтизиатрия, травматология и ортопедия, кардиология и хирургия, гастроэнтерология, педиатрия, а также ИТ-решений для здравоохранения.
На сегодняшний день НИПК «Электрон» является предприятием полного цикла, которое включает в себя анализ потребностей рынка, научные, технологические, инженерно-конструкторские и ИТ-разработки, производство (мощности компании позволяют производить около 2000 единиц оборудования в год), продажи, обучение и сервисное обслуживание.

## История
Компания основана в 1989 году М. Б. Элинсоном, в то время руководившим лабораторией комплексных систем ЛОМО. Под его руководством группа инженеров разработала в 1988 году первую в СССР эндоскопическую видеокамеру, первый опытный образец которой был поставлен на кафедру общей хирургии Первого Ленинградского медицинского института им. академика И.П. Павлова.
В 1990-1993 гг. компанией разработан и произведен первый в России передвижной рентгенохирургический аппарат (РТС-611), серийные поставки которого позволили открыть отделения интервенционной рентгенологии в различных областях хирургии.
В 1998 году «Электрон» освоил выпуск рентгенодиагностических аппаратов.
К 2007 году как поставщик цифровых CCD-детекторов для флюорографов вышел на международный рынок медицинской техники.
В 2009 году разработан и произведен первый в России цифровой ангиографический комплекс — доступный аппарат для интервенционных вмешательств на сердце и сосудах.
В 2013 году совместно с немецкой компанией Inter Medical Medizintechnik GmbH разработан и произведен комплекс изотопной диагностики (КИД) — ОФЭКТ-система. В 2004 г. была создана система визуализации для ангиографического комплекса мирового уровня и завершена разработка программного обеспечения для первого в России вендор-независимого архива медицинской информации, изображений и телемедицинских данных, построенного на облачных технологиях и открытом ПО.
В 2015 г. НИПК «Электрон» завершила разработку первой в России современной высокотехнологичной линейки мобильных рентгенохирургических аппаратов для проведения интраоперационного контроля в режиме реального времени, малоинвазивных и интервенционных вмешательств.
На базе созданного поворотного многофункционального стола-штатива в 2016 году была завершена разработка первого в России (и мире) универсального полипозиционного рентгенодиагностического комплекса и произведен его запуск в серийное производство. Данный комплекс не имеет ни российских, ни зарубежных аналогов и способен заменить собой сразу несколько аппаратов по функционалу, объединяя максимально широкие возможности по диагностике в одном корпусе. В 2017 г. НИПК «Электрон» завершила новую разработку аппарата для трехмерного рентгеновского исследования стоп стоя – конусно-лучевого томографа «АТРИСС», который впервые представила на 27-й международной выставке «Здравоохранение-2017» в рамках экспозиции Минпромторга России. Теперь за несколько секунд врачи смогут получить 3D изображение стопы и голеностопного сустава под естественной нагрузкой и таким образом диагностировать целый ряд патологий, которые было невозможно выявить ранее. Подобный аппарат и метод — уникальная технология исследования и визуализации — был представлен в России впервые. Аппарат создавался на протяжении 2-х лет при активном участии и экспертной поддержке специалистов ФГБУ «НИДОИ им. Г.И. Турнера» Минздрава России — одного из ведущих медицинских научно-исследовательских институтов страны в области травматологии и ортопедии. В 2018 г. компания впервые представила (в рамках 28-й международной выставки «Здравоохранение-2018») новую, уникальную разработку — ультрасовременный цифровой телеуправляемый рентгенодиагностический комплекс «МИБЭЛь» на базе многофункционального поворотного стола — первый в своем классе телеуправляемый аппарат, разработанный и созданный «от» и «до» в России, воплотивший в себе последние достижения техники и пожелания врачей в области функциональности, удобства управления и качества получаемого изображения. На сегодняшний день это единственный комплекс такого типа, который по своим характеристикам превосходит все существующие мировые аналоги (данные на декабрь 2019 г.).